# Jordi Soler (escritor)
Jordi Soler (La Portuguesa, Veracruz, 16 de diciembre de 1963) es novelista y poeta mexicano.

## Biografía
Nació en 1963 en La Portuguesa, una comunidad de exiliados republicanos catalanes que fundaron un cafetal en la selva de Veracruz, México. La Portuguesa, un enclave selvático y primitivo, donde las fuerzas de la naturaleza se devoran unas a otras, es el territorio literario en el que está afincada la parte sustancial de su obra.
Es autor de 14 novelas, traducidas a varias lenguas, que han merecido algunas distinciones entre ellas el Prix Littéraire des Jeunes Européens (2012) y el Prix Jean-Morer (2020), en Francia; Premio Asicom-Universidad de Oviedo (2014), en España, y el premio Carlos Pellicer (2021), en México. En el año 2017 fue nombrado Veracruzano Distinguido, y Mexicano Distinguido en el 2021.
Sobre su obra narrativa se ha dicho: “Una imaginación mágica y arrolladora” (Jorge Semprún); “Una obra mayor” (Juan Ángel Juristo, ABC); “Un fascinante ejercicio literario” (Enrique Vila-Matas, El país); “Jordi Soler es, ante todo, un poeta” (Xavier Houssin, Le monde); “Un narrador fuera de serie” (Delphine Peras, Lire); “Un talento balzaciano” (Virginie Gatti, L’Humanité), “No creo que se pueda contar con más fuerza” (Domingo Ródenas de Moya, Babelia); “Un autor imposible de olvidar” (Jesús Martínez Gómez, Mercurio)
También es autor de dos libros de poemas y cuatro libros de ensayo. 
Entre los años 2000 y 2003 fue Agregado Cultural de la Embajada de México en Dublín. Escribe en el diario mexicano Milenio y en el diario español El país. Vive en Barcelona,la ciudad que abandonó su familia después de la guerra civil española, y es Caballero de la irlandesa orden del Finnegans.

## Obras

### Novelas
- Bocafloja (Grijalbo, 1994)
- La Corsaria (Grijalbo, 1996, México, ISBN 970-05-0638-X).
- Nueve Aquitania (Alfaguara, 1999, México, ISBN 968-19-0511-3).
- La mujer que tenía los pies feos (Alfaguara, 2001, México, ISBN 968-19-08080-2).
- Los Rojos de Ultramar (Alfaguara, 2004)
- La última hora del último día (RBA, 2007)
- La Fiesta del Oso (Random House, 2009)
- Diles que son cadáveres (Random House, 2011)
- La guerra perdida (2012) (compilación que reúne Los Rojos de Ultramar, La última hora del último día y La Fiesta del Oso) (Random House, España/Alfaguara, México)
- Restos humanos (Random House, 2013)
- Noviembre y Febrerito (2014) (cuento infantil, Malpaso Ediciones, ISBN 978-84-15996-28-6)
- Ese príncipe que fui (Alfaguara, 2015)
- El cuerpo eléctrico (Alfaguara, 2017)
- Usos rudimentarios de la selva (Alfaguara, 2018, ISBN 9788420432960)
- Los hijos del volcán (Alfaguara, 2022)
- En el reino del toro sagrado (Alfaguara, 2024)

### Ensayos
- Ensayos bárbaros (Círculo de Tiza, 2015)
- Mapa secreto del bosque (Debate, 2019)
- La orilla celeste del agua (Siruela, 2021)
- La resquebrajadura (Siruela, 2023)
- Y uno se cree (Alfaguara, 2025)

### Relatos
- La cantante descalza y otros casos oscuros del rock (Alfaguara, México, 1997, ISBN 968-19-0314-5)
- Salvador Dalí y la más inquietante de las chicas yeyé (Random House, 2011)